# Panevežis
Panevežis (rus. Ponevezh – Поневеж, polj. Poniewież, jidiš פוניבעזש) je peti grad po veličini u Litvi. 2008. godine grad je imao 113.653 stanovnika i prostirao se na 50 km2.
Panevežis se nalazi u središnjem djelu Litve, te je na pola puta između dvaju baltičkih glavnih gradova – Vilniusa i Rige. Dobar geografski položaj s dobrom cestovnom infrastrukturom, međunarodnom autocestom Via Baltica pružaju mnoge mogućnosti. Grad je povezan željeznicom sa Šiauliaiom (Litva) i Daugavpilsom (Latvija).
Iz Panevežisa dolazi višestruki litavski nogometni prvak FK Ekranas.

## Povijest
Panevežis se prvi put spominje 1503. godine u dokumentima velikog kneza Litve Aleksandra I. kojima dopušta izgradnju crkve i drugih građevina. Ipak, Alekandar II. se smatra osnivačem grada koji je 2003. godine proslavio 500. godina postojanja. Grad je smješten na obalama rijeke Nevežis po kojoj je dobio ime koje doslovno znači "uz Nevežis". Tijekom 16. stoljeća grad je zadržao status kraljevskog grada. Zajednice Poljaka i Karaita (sljedba unutar židovstva) naselile su ova područja još u 14. stoljeću. Karaitska kenesa (sinagoga) i poljska gimnazija postojale su sve do Drugog svjetskog rata. U 17. stoljeću dio grada na lijevoj obali rijeke počeo se razvijati i širiti. Nakon industrijske revolucije, krajem 19. stoljeća, osnovane su prve tvornice u gradu, a industrija se počela koristiti modernim strojevima. Na prijelazu iz 19. u 20. stoljeće Panevežis je postao snažno ekonomsko i kulturno središte regije.
Između dva svjetska rata, u vrijeme neovisne Litve, Panevežis se nastavlja razvijati. Prema popisu stanovništva iz 1923. u gradu je živjelo 19.147 ljudi, među njima 6.845 Židova (36%).
Gradsko stanovništvo poraslo je na 26.000 između 1923. i 1939. godine. 15. lipnja 1940. ruske vojne snage preuzimaju grad kao posljedica prisilnog uključivanja Litve u Sovjetski Savez. Velik broj stanovnika su prognan u Sibir ili doživjeli neki drugi oblik progona. Nakon što je Njemačka napala SSSR Panevežis je bio okupiran od strane njemačkih snaga, kao i u Prvom svjetskom ratu. Tijekom nacističke okupacije gotovo sva židovska populacija u gradu je ubijena 1943. za vrijeme holokausta, samo su rijetki uspjeli pobjeći.
1944. grad je opet pod okupacijom Sovjetskog Saveza što je dovelo do novog vala političkih progona i ubojstvima. Nakon Drugog svjetskog rata prekinut je razvoj grada. Tijekom 1960-ih i 1980-ih osnovano je nekoliko velikih industrijskih poduzeća. Sovjetske vlasti su željele uništiti stari grad, no tek nakon prosvjeda lokalnog stanovništva bilo je zaustavljeno potpuno uništenje stare gradske jezgre. Broj stanovnika povećan je s 41.000 na 101.500 između 1959. i 1979. Godine 1990. broj stanovnika dosegao je 130.000. Nakon neovisnosti broj stanovništva je opao, a većina investicija je otišla prema Vilniusu ili Klaipedi.

## Gradovi prijatelji
- Kolding, Danska
- Mitišči, Rusija
- Kalmar, Švedska
- Kingston, Jamajka
- Lublin, Poljska
- Daugavpils, Latvija
- Rakvere, Estonija
- Lünen, Njemačka

## Vanjske poveznice
|  | Zajednički poslužitelj ima još gradiva o temi Panevėžys |

- [neaktivna poveznica]
- News portal